# Хлюпінці
Хлю́пінці (рос. Хлюпинцы) — присілок у складі Слободського району Кіровської області, Росія. Входить до складу Карінського сільського поселення.
Населення становить 2 особи (2010, 1 у 2002).
Національний склад станом на 2002 рік — татари 100 %.